# Dwojeduschnik
Dwojeduschnik (russisch Двоедушник, wiss. Transliteration Dvoedušnik) steht im slawischen Volksglauben für ein Wesen mit zwei Herzen und damit auch zwei Seelen, einer menschlichen und einer dämonischen. Sie können sich kurzfristig von einer der beiden trennen, um andere Menschen zu verletzen.
Diese „Vampirart“ versteckt ihre Seele oftmals unter einem Stein und kann nur dann getötet werden, wenn dieser aufgespürt wird.
In Volkserzählungen unterscheidet sich der Dwojeduschnik tagsüber nicht von einem gewöhnlichen Menschen, doch im Dunkeln fällt er in einen tiefen Schlaf, kann sich außerhalb seines physischen Körpers befinden, sein äußeres Erscheinungsbild beibehalten oder die Gestalt eines beliebigen Tieres oder eines Gegenstandes annehmen. Die ruhelose Seele eines solchen Menschen kann gewöhnlichen Menschen Schaden zufügen, ihnen Unheil, Unwetter und Dürre bringen, Blut trinken lassen und mehr.